# Copa Mundial de Sóftbol Femenino Sub-18
La Copa Mundial de Sóftbol Femenino Sub-18, anteriormente denominada Campeonato Mundial de Sóftbol Femenino Junior y Copa Mundial de Sóftbol Femenino Sub-19, es un torneo de sóftbol de lanzamiento rápido para equipos femeninos nacionales celebrado cada cuatro años por la Confederación Mundial de Béisbol y Sóftbol (WSBC). Estados Unidos es el país con mayor número de campeonatos con un total de 8 títulos. A partir del año 2020 la competencia pasó a ser Sub-18.
La última edición de la Copa Mundial de Sóftbol Femenino Sub-18 de la WBSC se jugó en Lima, Perú, en diciembre de 2021, y Estados Unidos conquistó su cuarto título mundial de sóftbol femenino juvenil consecutivo, y octavo en general, luego de una dramática victoria por 1-0 contra China Taipéi en la final.  Este torneo fue reprogramado debido a la pandemia de covid, originalmente programado para 2020. 
El torneo, con una historia de 42 años y 14 ediciones, pasó a un ciclo de cuatro años y cambió su formato de competencia a partir de 2024. La fase de grupos se celebrará entre julio y septiembre de 2024 en Sao Paulo, Pingtan y Dallas. Las Finales serán disputadas en 2025 en la propia ciudad norteamericana. 

## Formato de competición
Bajo el nuevo formato, la fase de grupos y las Finales de los Mundiales se juegan en años consecutivos. Un total de 18 equipos participarán en la Copa Mundial de Sóftbol Femenino Sub-18, distribuidos en tres grupos diferentes para la Etapa de Grupos.
Dos equipos de cada grupo, más dos comodines, avanzarán a la Final, que se jugará al año siguiente. 
Cada grupo de seis equipos jugará un round robin único y los cuatro mejores equipos de la clasificación avanzarán a los play-offs. Los play-offs se abrirán con un partido eliminatorio entre los equipos en tercer y cuarto lugar, seguido de un enfrentamiento uno contra dos, en el que el ganador obtendrá el primer boleto disponible para la final. El ganador del primer juego (3 contra 4) y el perdedor del segundo juego (1 contra 2) se enfrentarán en el Juego de Repechaje, en una competencia en la que el ganador se lo lleva todo por el segundo lugar en las Finales del próximo año.
Los criterios de designación de comodines para las Finales son (en orden):
Criterio 1: Un lugar comodín asegurado para el país anfitrión;

Criterio 2: Equipo(s) con el mejor tercer puesto en la fase de grupos, según la clasificación final de la edición anterior de la Copa del Mundo;

Criterio 3: Equipo(s) en tercer lugar en la fase de grupos según la posición más alta en el Ranking WBSC al final del año calendario anterior.
Durante la fase final, después de un round-robin de grupo, los dos primeros clasificados de cada grupo avanzan a la Súper Ronda, mientras que los equipos número tres y cuatro competirán en la Ronda de Colocación. Los cabezas de serie número uno y dos después de la Súper Ronda competirán en la final de la Copa Mundial. Los finalistas tercero y cuarto jugarán por el bronce. 

## Clasificación y equipos participantes
Con el nuevo formato aprobado de 18 equipos nacionales, la WBSC ha distribuido los cupos continentales de la siguiente manera: 
- WBSC Europe: 3 cupos
- WBSC Asia: 3 cupos
- WBSC Oceanía: 2 cupos
- WBSC Américas: 5 cupos
- WBSC Africa: 2 cupos
- Wild card: 3 cupos (incluye cupos para anfitriones de ser necesario)

Los participantes son determinados a través de los campeonatos continentales. 

## Torneos realizados
| 1981 detalles | Edmonton, Canadá           | Japón          | Estados Unidos | China          |
| 1985 detalles | Fargo, Estados Unidos      | China          | Japón          | Estados Unidos |
| 1987 detalles | Oklahoma, Estados Unidos   | Estados Unidos | China          | Japón          |
| 1991 detalles | Adelaida, Australia        | Japón          | Estados Unidos | Australia      |
| 1995 detalles | Normal, Estados Unidos     | Estados Unidos | Japón          | Australia      |
| 1999 detalles | Taipéi, República de China | Japón          | Estados Unidos | China Taipéi   |
| 2003 detalles | Nankín, China              | Japón          | Estados Unidos | Australia      |
| 2007 detalles | Enschede, Países Bajos     | Estados Unidos | Japón          | Australia      |
| 2011 detalles | Cape Town, Sudáfrica       | Estados Unidos | Japón          | China Taipéi   |
| 2013 detalles | Brampton, Canadá           | Japón          | Estados Unidos | Australia      |
| 2015 detalles | Oklahoma, Estados Unidos   | Estados Unidos | Japón          | Puerto Rico    |
| 2017 detalles | Clearwater, Estados Unidos | Estados Unidos | Japón          | Puerto Rico    |
| 2019 detalles | Irvine, Estados Unidos     | Estados Unidos | Japón          | Canadá         |

| 2021 detalles | Lima, Perú             | Estados Unidos                          | China Taipéi                   | Puerto Rico                             |
| 2025 detalles | Dallas, Estados Unidos | [[Selección femenina de sóftbol de \|]] | [[Selección de sóftbol de \|]] | [[Selección femenina de sóftbol de \|]] |

## Tabla de Medallas
| Núm. | País               | Oro | Plata | Bronce | Total |
| ---- | ------------------ | --- | ----- | ------ | ----- |
| 1    | Estados Unidos     | 8   | 5     | 1      | 14    |
| 2    | Japón              | 5   | 7     | 1      | 13    |
| 3    | China              | 1   | 1     | 1      | 3     |
| 4    | República de China | 0   | 1     | 2      | 3     |
| 5    | Australia          | 0   | 0     | 5      | 5     |
| 6    | Puerto Rico        | 0   | 0     | 3      | 3     |
| 7    | Canadá             | 0   | 0     | 1      | 1     |